# Де лас Куэвас, Арман
Арман де лас Куэвас (фр. Armand de Las Cuevas; 26 июня 1968, Труа — 2 августа 2018[…], Petite-Île) — французский шоссейный велогонщик, выступавший на профессиональном уровне в период 1989—1999 годов. Победитель таких престижных гонок как «Гран-при Плуэ», «Классика Сан-Себастьяна», «Вуэльта Бургоса», «Критериум Дофине», чемпион Франции, многократный участник супервеломногодневок «Тур де Франс», «Джиро д’Италия» и «Вуэльта Испании».

## Биография
Арман де лас Куэвас родился 26 июня 1968 года в коммуне Труа департамента Об, Франция.
В детстве увлекался боксом, но по наставлению отца в возрасте девяти лет был отдан в велоспорт и стал гонщиком клуба UVCA Troyes. В 15 лет начал показывать определённые успехи в этом виде спорта, ушёл из школы, полностью посвятив себя карьере велогонщика.
С 1983 года с семьёй постоянно проживал в Бордо, затем находился в городах Ле-Буска и Марманд.
Первого по-настоящему серьёзного успеха в шоссейном велоспорте добился в сезоне 1988 года, когда в составе любительской команды «Марманд» одержал победу в генеральной классификации многодневной гонки «Тур Бретани». Обратив на себя внимание тренеров французской национальной сборной, рассматривался в качестве кандидата на участие в летних Олимпийских играх в Сеуле, но в итоге не прошёл отбор.
В 1989 году при содействии гонщика Доминика Арно подписал трёхлетний контракт с профессиональной командой Reynolds, которая в следующем сезоне была переименована в Banesto.
В 1990 году отметился победой на одном из этапов «Вуэльты Астурии», завоевал бронзовую медаль на трековом чемпионате мира в Японии в зачёте индивидуальной гонки преследования среди профессионалов.
В 1991 году одержал победу на шоссейном чемпионате Франции, был лучшим на «Гран-при Плуэ», впервые принял участие в супервеломногодневке «Джиро д’Италия», но получил дисквалификацию во время 14 этапа.
В 1992 году выиграл пролог «Тура Романдии», вновь участвовал в «Джиро», дебютировал на «Тур де Франс». Начиная с этого времени являлся помощником лидера команды Мигеля Индурайна.
В 1993 году де лас Куэвас выиграл второй этап и генеральную классификацию «Этуаль де Бессеж», победил на одном из этапов гонки «Париж — Ницца», впервые стартовал на «Вуэльте Испании». Однако на «Джиро» у него возникли разногласия с тренером команды и со своим лидером Индурайном, в результате чего он вынужден был покинуть команду и в конце сезона оказался в Castorama — в её составе сразу же выиграл «Гран-при Наций» (Финальную гонку в рамках Мирового шоссейного кубка UCI).
Среди основных достижений 1994 года — победа в генеральной классификации и на одном из этапов «Вуэльты Бургоса», победы в однодневных гонках «Классика Сан-Себастьяна» и «Париж — Камамбер», вновь победа в прологе «Тура Романдии». На «Джиро д’Италия» так же выиграл пролог и захватил розовую майку лидера, тогда как в итоговом общем зачёте стал девятым.
Сезон 1996 года провёл в менее именитой команде Petit Casino, но в 1997 году вернулся в состав Banesto и продолжил выступать на высочайшем уровне.
В 1998 году одержал победу на «Рут-дю-Сюд» и «Критериум Дофине», тем не менее, несмотря на эти успехи, не был взят на «Тур де Франс», а на «Вуэльте Испании» сошёл в ходе 16 этапа.
Последний раз участвовал в гонках в качестве профессионального гонщика в сезоне 1999 года в составе небольшой команды Amica Chips-Costa de Almeria. Из-за многомесячных задержек зарплаты покинул клуб и завершил карьеру спортсмена в возрасте 31 года.
По завершении спортивной карьеры проживал на острове Реюньон в Индийском океане, основал здесь велошколу, был спортивным директором местной велокоманды.
В 2006 году Арман де лас Куэвас ненадолго вернулся в велоспорт в качестве любителя и выступил на нескольких небольших гонках, в частности на «Туре Маврикия» ему довелось посоревноваться с будущим звёздным гонщиком Крисом Фрумом, выигравшим здесь генеральную классификацию. Однако вскоре он сдал положительный допинг-тест на гептаминол и Французской федерацией велоспорта был дисквалифицирован сроком на шесть месяцев.
Покончил жизнь самоубийством 2 августа 2018 года в Реюньоне в возрасте 50 лет.